# 乌江
乌江为长江上游南岸最大支流，也是流经贵州省的最大河流。于重庆市涪陵区汇入长江，全长1037千米（其中贵州境内889千米），流域总面积为115747平方千米（其中贵州境内66807平方千米）。

## 水系
乌江有南北两源：南源三岔河，北源六冲河，习惯上以三岔河为乌江干流。
三岔河发源于贵州省毕节地区威宁县，地处乌蒙山东麓；北源六冲河发源于贵州省毕节地区赫章县可乐乡。两者于黔西县、织金县、清镇市交界处汇入东风水库，称鸭池河，乌渡河汇入后称六广河，乌江渡后称为乌江。

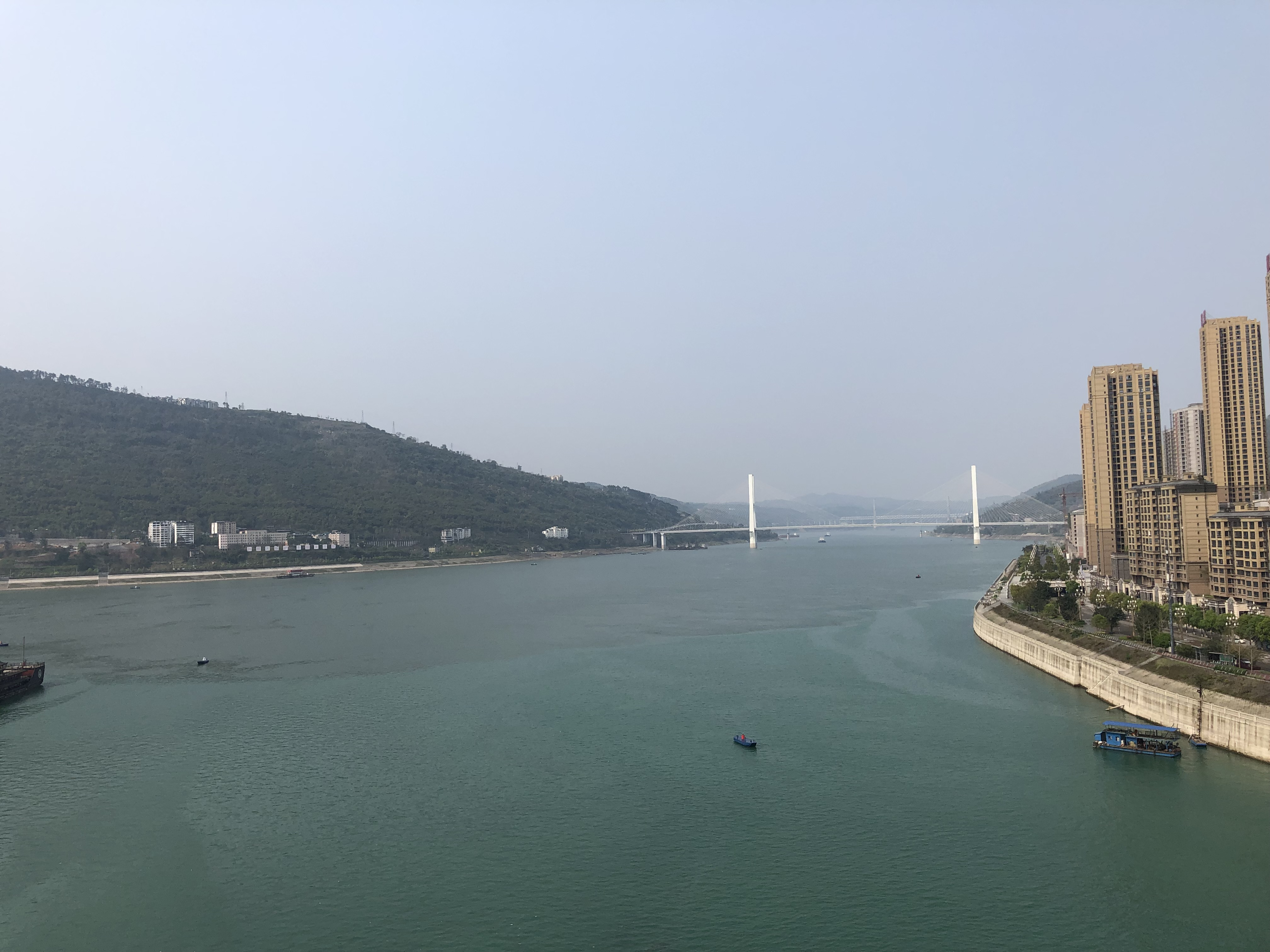
重庆市涪陵区 乌江汇入长江处

乌江干流横穿贵州中部和东北部，于重庆市涪陵区汇入长江。支流流经湖北省恩施土家族苗族自治州。
乌江渡以上为上游，从乌江渡到贵州沿河县城为中游，从沿河到涪陵为下游。主要支流有猫跳河、清水江、濯河、洪渡河、阿蓬江、芙蓉江等。

## 水库和水电开发
乌江总落差达2123.5米，河床平均坡降达2.05%，水能蕴藏量丰富。20世纪60年代即规划在乌江干流建立11个梯级电站：北源六冲河上的洪家渡水电站，南源三岔河上的普定水电站、引子渡水电站，干流上的东风水电站、索风营水电站、乌江渡水电站、构皮滩水电站、思林水电站、沙沱水电站、彭水水电站、大溪口水电站（已因三峡水库蓄水取消规划）。